# Mercedes-AMG
Mercedes-AMG GmbH, cunoscută drept AMG, este divizia de înaltă performanță a Mercedes-Benz. AMG angajează în mod independent ingineri și contractează cu producătorii pentru personalizarea vehiculelor AMG Mercedes-Benz. Mercedes-AMG are sediul în Affalterbach, Baden-Württemberg, Germania.
AMG a fost inițial o firmă independentă de inginerie specializată în îmbunătățiri de performanță pentru vehiculele Mercedes-Benz; DaimlerChrysler AG a preluat un procent din acțiuni în 1999, apoi a devenit proprietarul unic al AMG în 2005. Mercedes-AMG GmbH este acum o filială integrală a Daimler AG.

## Modele
Modelele AMG au, de obicei, aspect mai agresiv, un nivel mai ridicat de performanță, o mai bună manipulare, o stabilitate mai bună și o utilizare mai extinsă a fibrei de carbon decât omologii lor obișnuiți Mercedes-Benz. Modelele AMG sunt de obicei varianta cea mai scumpă și cea mai performantă din fiecare clasă Mercedes-Benz.
Variantele AMG sunt de obicei insemnate cu două cifre, spre deosebire de vehiculele Mercedes-Benz obișnuite, care au trei (de exemplu, C 63 în comparație cu C 300) Numerele nu indică întotdeauna dimensiunea motorului cu exactitate, ci sunt mai degrabă un tribut. La mașinile de patrimoniu anterioare, cum ar fi 300SEL 6,3 litri, de exemplu modelele mai noi AMG V8, precum C 63, au de fapt V8 4.0L.

### Actuale
- Mercedes-AMG One (2022–prezent)

## Legături externe
- Site web oficial